# San Andrés (Sorripas)

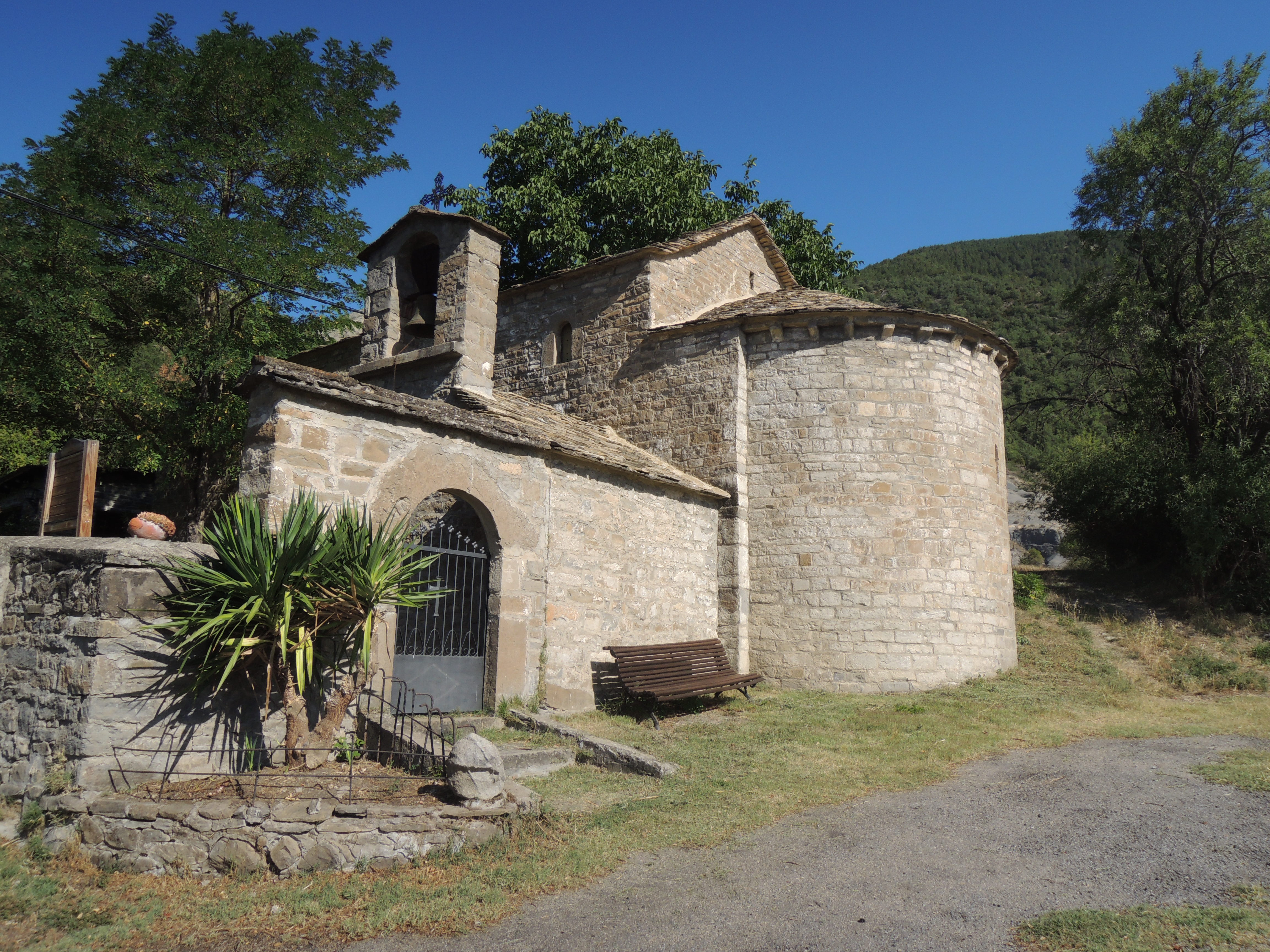
Kirche San Andrés

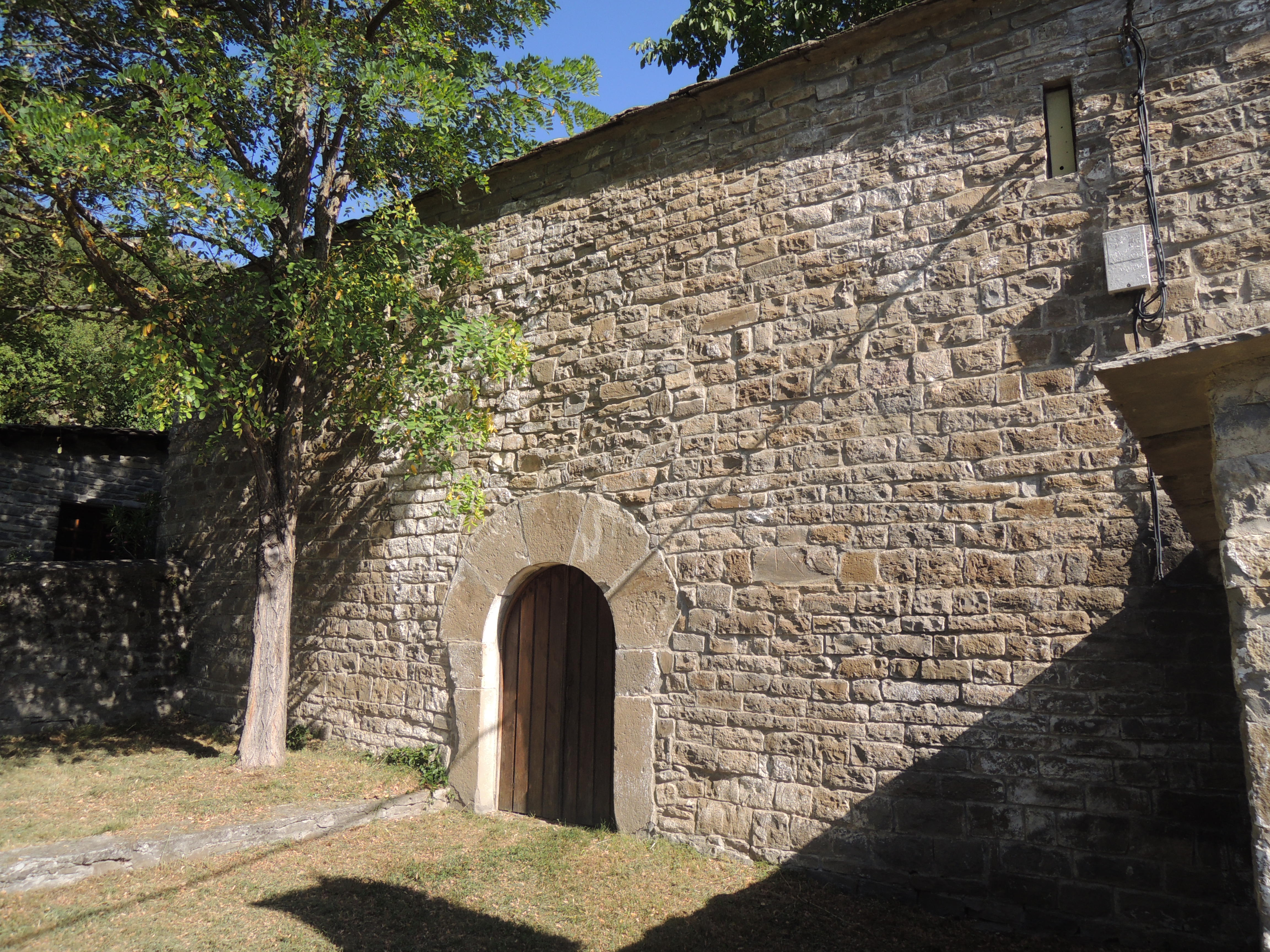
Portal

Die römisch-katholische Pfarrkirche San Andrés in Sorripas, einem Ortsteil der Gemeinde Sabiñánigo in der spanischen Provinz Huesca der Autonomen Gemeinschaft Aragonien, wurde im 12. Jahrhundert errichtet.

## Architektur
Die dem Apostel Andreas geweihte Kirche ist aus Werkstein errichtet. Sie besitzt ein Kirchenschiff und einen halbrunden Chor, die beide mit Steinplatten gedeckt sind. Ein schlichtes rundbogiges Portal befindet sich an der Südseite. Über dem Vorbau erhebt sich ein offener Dachreiter (Espadaña) mit einer Glocke.